# Monte Marmagna
Il Monte Marmagna è una montagna dell'Appennino tosco-emiliano alta 1.852 m sul livello del mare.

## Etimologia
Lorenzo Marcuccetti (La lingua dimenticata - Lorenzo Marcuccetti - Luna editore; La Spezia) ipotizza che il nome Marmagna potrebbe derivare dal latino Mater Magna (grande madre) con riferimento a perduti culti montani.
Ciò potrebbe anche essere messo in riferimento con il sottostante Lago Santo in provincia di Parma anche con riferimento con l'analogo Lago Santo in provincia di Modena sottostante ad altro Monte Giovo con possibile riferimento alla divinità di Giove.

## Geografia
La vetta della montagna è ubicata al confine tra Emilia e Toscana, tra i comuni di Filattiera (provincia di Massa e Carrara) e Corniglio (provincia di Parma), ed il complesso montuoso è inserito nel contesto del Parco nazionale dell'Appennino Tosco-Emiliano.

## La montagna e i percorsi

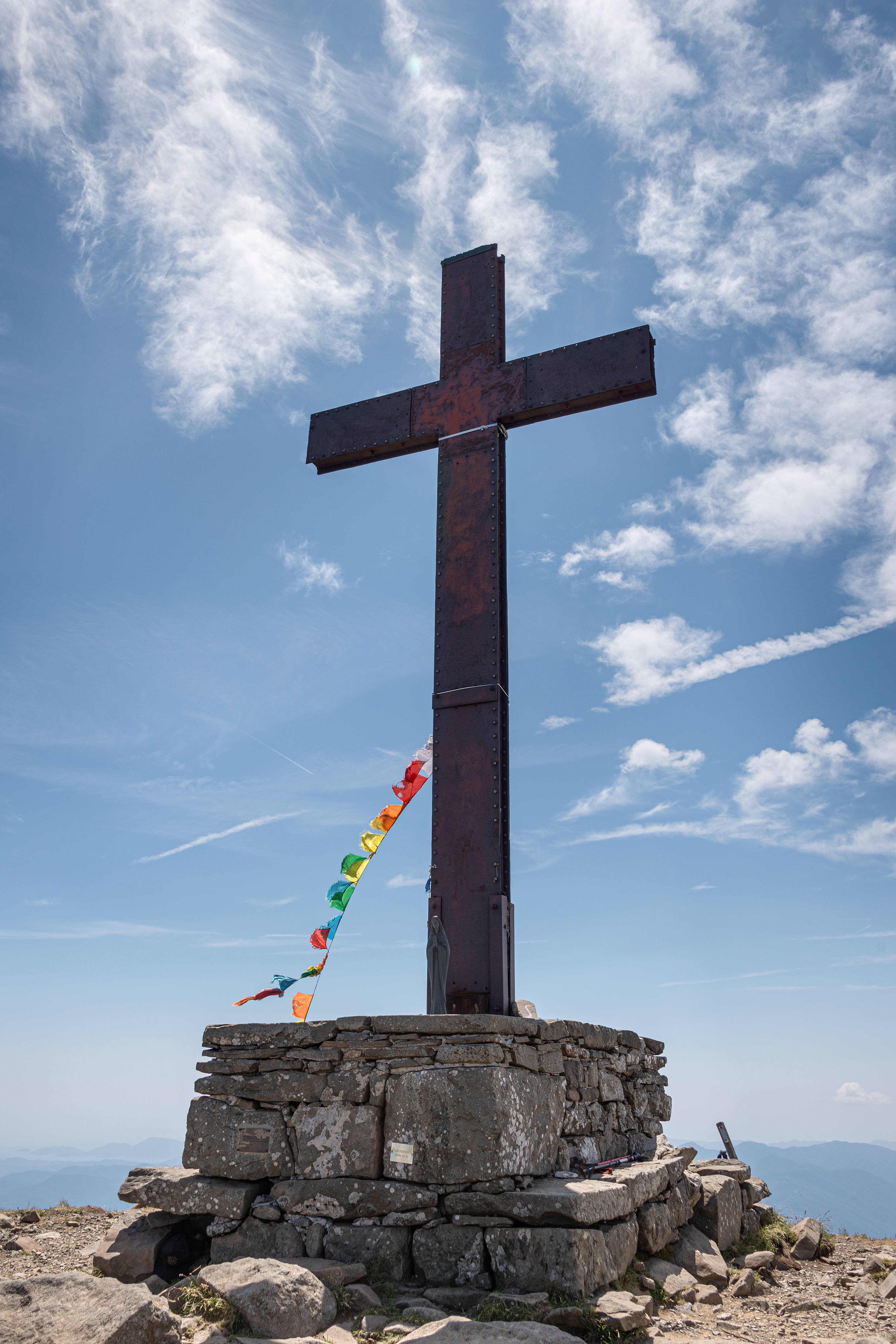
La croce di vetta in cima al Monte Marmagna

Il versante lunigianese della montagna è particolarmente ripido e le scalate sono pertanto assai difficoltose. Dalle sue basi sgorgano le acque del torrente Caprio che si getta, dal lato sinistro, nel fiume Magra. Il lato parmense è invece più accessibile. Dalla cima del monte è visibile il lago Santo, bacino d'alta quota sulle cui acque si specchiano sia il Monte Marmagna sia il Monte Orsaro.
Dalla vetta, sulla quale sono presenti una statuetta della Madonna e una croce in ferro alta 10 metri, è possibile godere di una vista privilegiata su tutta la Lunigiana, la valle del Magra e le Alpi Apuane. Nelle giornate di cielo terso è possibile scorgere il golfo di La Spezia, la Corsica e quasi tutto l'arco alpino.
Il monte è meta di escursionisti nel periodo estivo, mentre nella stagione fredda, nella quale la neve è presente da novembre ad aprile, le pendici nord della montagna sono meta di numerosi appassionati di alpinismo e scialpinismo, che raggiungono la croce di vetta o la vicina sommità del Monte Aquilotto.